# 吉田兼敬
吉田 兼敬（よしだ かねゆき）は、江戸時代前期から中期にかけての公卿・神道家・歌人。神祇少副吉田兼起の子。官位は正二位。吉田神社の祠官、吉田家当主。

## 略歴
承応2年（1653年）吉田兼起の子として誕生。初名は兼連で、元禄10年（1697年）12月兼敬に改名した。
寛文2年（1662年）10歳で叙爵され、貞享元年（1684年）左兵衛督、同4年（1687年）神祇権大副を歴任。翌5年（1688年）正月従三位に叙され、公卿に列した。次いで元禄8年（1695年）12月正三位、宝永3年（1706年）正月従二位に昇叙。享保14年（1729年）12月、父祖の極位を超えて吉田家最高の正二位に叙される栄誉に浴した。同16年（1731年）12月17日に薨去、享年79。
祖父・兼英は生来病弱で、大伯父・萩原兼従は一子相伝の奥義を吉川惟足に伝授した。しかし、父・兼起も伝授を受けることなく明暦3年（1657年）に卒去したため、幼くして家を嗣ぎ、周囲の補佐を得て神道の教養を深めた。寛文5年（1665年）に諸社禰宜神主法度が発布され吉田家の権威が確立され、寛文8年（1668年）と同12年（1672年）に吉川惟足より返し伝授を受け、父祖の遺業の安定と拡充を図り家の基を固めた。
また、霊元天皇に『祓本』を相伝、次いで東山天皇に『祓本』を講じ、『御奉幣』『八雲神詠口訣』などの相伝にも奉仕した。
著作には『神道大意』『塩釜社縁起』『椋五所大明神由来』などがある。その他、『日本書紀』神代巻、『中臣祓』『六根清浄大祓』などの注釈書も遺しており、歌人としても知られ歌集も伝えられる。

## 系譜
- 父：吉田兼起
- 母：飛鳥井雅章養女（実は烏丸光賢の娘）
- 妻：花園実満の娘
  - 男子：吉田兼章
- 側室：家女房
  - 男子：舟橋尚賢 - 舟橋弘賢の養子
- 生母不詳の子女
  - 女子：樋口康熙室
  - 女子：裏松益光室
  - 女子：正親町三条公統養女 - 穂波晴宣室
  - 女子：万里小路尚房室
  - 女子：八条隆英室
  - 男子：吉田兼祥
- 養子
  - 女子：振 - 実姉